# Lost (Michael Bublé)
Lost is een nummer van de Canadese zanger Michael Bublé uit 2007. Het is de derde single van zijn vijfde studioalbum Call Me Irresponsible. Het nummer is een ballad, en gaat over Bublés breuk met zijn ex Debbie Timuss.
Het nummer haalde de 97e positie in de Amerikaanse Billboard Hot 100. Niet erg hoog, maar in Bublés thuisland Canada had het meer succes met een 25e positie. In de Nederlandse Top 40 haalde het de 24e positie, en in Vlaanderen moest het nummer het doen met een 14e positie in de Tipparade.

## NPO Radio 2 Top 2000
| Nummer met noteringen in de NPO Radio 2 Top 2000 | '07 | '08  | '09 | '10  | '11  | '12  | '13  | '14  |
| ------------------------------------------------ | --- | ---- | --- | ---- | ---- | ---- | ---- | ---- |
| Lost                                             | 432 | 1730 | 582 | 1043 | 1342 | 1374 | 1594 | 1784 |

1. ↑  Een vetgedrukt getal geeft de hoogste notering aan.
2. ↑  2007 was het eerste jaar met een notering voor dit nummer.
3. ↑  Deze tabel is bijgewerkt tot en met de laatste editie (2024).